# Armando Zebadúa
Armando Zebadúa är en ort i Mexiko.   Den ligger i kommunen Ocozocoautla de Espinosa och delstaten Chiapas, i den sydöstra delen av landet, 700 km öster om huvudstaden Mexico City. Armando Zebadúa ligger 920 meter över havet och antalet invånare är 405.
Terrängen runt Armando Zebadúa är huvudsakligen kuperad, men den allra närmaste omgivningen är platt. Runt Armando Zebadúa är det ganska glesbefolkat, med 40 invånare per kvadratkilometer. Närmaste större samhälle är Las Pimientas, 4,0 km nordost om Armando Zebadúa. I omgivningarna runt Armando Zebadúa växer i huvudsak städsegrön lövskog.